# Matilda (película)
Matilda es una película de fantasía y comedia de 1996 dirigida por Danny DeVito, y producida por TriStar Pictures.Basada en la novela homónima de Roald Dahl, la película está protagonizada por Mara Wilson y trata sobre una niña genio llamada Matilda Wormwood, quien desarrolla habilidades psicoquinéticas y las usa para tratar con su irresponsable familia y su malvada directora.
La película fue estrenada en cines en los Estados Unidos el 2 de agosto de 1996 y en Canadá el 4 de agosto del mismo año a distribución de Sony Pictures Releasing. A pesar de recibir críticas generalmente positivas por parte de los críticos, fue un fracaso de taquilla, recaudando solo 33 millones de dólares en todo el mundo con un presupuesto de 36 millones. A pesar de ello siendo en la actualidad una película popular de la década de 1990 tras su lanzamiento en vídeo doméstico.

## Argumento
Matilda Wormwood (Mara Wilson) es una niña de 6 años, encantadora y una genio en ascenso, cuyos padres, Harry (Danny DeVito) y Zinnia Wormwood (Rhea Perlman) y su hermano mayor de 12 años, Michael son muy descuidados e irresponsables con ella; están tan ocupados en su trabajo y en sus frívolas vidas que apenas notaban que tenían una hija. Constantemente la desatienden y cuando le hacen un poco de caso es para intentar que se aficione a estar continuamente viendo la televisión en vez de leer libros, que es lo que ella prefiere.
Ingeniosa y resuelta, Matilda se da cuenta al poco tiempo de que es más inteligente que sus padres. Su padre Harry es un pequeño empresario que tiene una tienda de automóviles de segunda mano, llamada Motores Wormwood (Automotriz Wormwood en Hispanoamérica), en la que vende autos usados trucados con piezas robadas, o de defectuosa calidad a precio de seminuevos, lo que lo convierte en un estafador; su madre Zinnia es una irresponsable ama de casa que se pasa el día fuera de ella, ya que es adicta a los juegos de azar y al bingo y su hermano Michael se va al instituto, por lo que Matilda pasa los días sola y muy desorientada en la casa. A la edad de 4 años, y después de que su padre se niega a comprarle un libro tras menospreciarlos y tachar la lectura como una pérdida de tiempo, Matilda decide ir al día siguiente a la biblioteca de su barrio y se aficiona a ir allí todos los días, acumulando así mucho conocimiento, aún a sabiendas de que su gusto por los libros perjudica su relación con su padre.
Cuando un día tras una demostración de la capacidad matemática de Matilda, su padre la reprende creyendo que ha hecho trampas le dice "cuando una persona es mala se le debe dar una lección", y Matilda, habiendo captado el matiz de que en lugar de decir "un niño" dijo "una persona", se resuelve a darle a su padre dicha lección como venganza, escabulléndose a la habitación de sus padres a la mañana siguiente, donde se las arregla para cambiar el contenido de la botella de tónico capilar de Harry, haciendo una mezcla química de dicho tónico con peróxido de hidrógeno y un tinte de pelo, lo que hace que pasado un rato a Harry se le tiñera el poco pelo que tenía de un rubio bastante escandaloso, debido a la reacción química del oxígeno. Unas horas después, Harry, que había llevado a Matilda y a Michael a su negocio para mostrarles sus trucos engañosos para vender autos defectuosos a precio de oro, vuelve a ser injusto con su hija y ésta, en venganza, le llena el sombrero a Harry de pegamento súper adherente del que usa el estafador para ensamblar los parachoques, lo cual deriva en que el sombrero se le quedase pegado a su cabeza y armaran un desastre en el restaurante de lujo donde habían ido a comer. 
Esa misma noche, Matilda está leyendo un libro en vez de estar cenando delante de la televisión, como su familia. Harry la sorprende y, enfadado, la cuestiona y acaba rompiendo su libro de la biblioteca y la obliga a ver televisión con el resto de la familia. Es entonces cuando ella, inconscientemente, ya que todavía no es consciente de sus poderes aunque los siente, hace que el televisor explote, siendo ésta la primera señal de sus poderes telequinéticos.
Días después, Harry informa a Matilda que la ha inscrito en una escuela. Ésta escuela es dirigida por Agatha Trunchbull (Agatha Tronchatoro en Hispanoamérica) (Pam Ferris), una mujer extremadamente estricta y de carácter fuerte, dominante, cruel, vil y perversa, que Harry conoció en su negocio cuando ella acudió a comprarse un auto seminuevo. La directora Tronchatoro es además exatleta, fue campeona olímpica en lanzamiento de jabalina, bala y martillo en los Juegos Olímpicos de Múnich 1972 representando a Estados Unidos. Su carácter como directora es un fiel reflejo de su personalidad, el cual, además, encierra algún tipo de trauma de la infancia que la hace odiar a los niños ahora que es adulta y reniega constantemente de su niñez. Suele ser extremadamente severa con los niños, a los que suele encerrar como castigo en un espantoso dispositivo de tortura al que llaman El asfixiadero (El agujero en Hispanoamérica) consistente en un hueco alto y estrecho que hay en la pared de su despacho, bastante mugriento y frío por la humedad que acumula, y provisto de una puerta con llave tipo mazmorra que está llena de cristales rotos y clavos puntiagudos oxidados, similar a una doncella de hierro. Cuando los alumnos la contradicen o muestran el más mínimo amago de desobediencia, los lanza por el aire emulando los movimientos del lanzamiento de martillo, en un claro ejemplo de la importancia que tuvo para ella su época de atleta. Cuando a una niña llamada Amanda Tripp la insulta por sus trenzas, le aplica lanzamiento de martillo a ella jalándole las trenzas, y sale disparada por el aire, hasta que aterriza en un campo de flores. Hay veces, la mayoría, que lo hace incluso sin ninguna prueba o ningún motivo que demuestre que los niños castigados hayan hecho algo malo, sino simplemente porque no le agradan por ejemplo.
Cuando Matilda comienza en la escuela, supera ampliamente a todos los demás. Su agradable maestra, la señorita Jennifer Honey (Jennifer Miel en Hispanoamérica) (Embeth Davidtz), pronto se da cuenta de sus capacidades, y por ello solicita una audiencia con la directora Tronchatoro, para pedirle que pasen a Matilda a una clase más avanzada, pero la malvada directora se niega, arguyendo que se trata de una estratagema de la señorita Miel por librarse de Matilda, al creer en su paranoia que Matilda le cae tan mal a la maestra como a ella. La maestra de Matilda visita a sus padres para decirles lo maravillosa que es la niña y la inteligencia que posee, pero ellos se burlan de las personas con estudios al tiempo que se enfadan con ella porque los interrumpió mientras veían un torneo de boxeo en la televisión, por lo que la señorita Honey, entendiendo indirectamente sobre los negocios sucios de Harry, se rinde y decide darle deberes y materias más avanzadas a Matilda de manera particular a espaldas de sus padres. Luego Matilda descubre que el FBI vigila a su familia debido al negocio sucio de su padre, pero sus padres se niegan a creerle, creyendo que los policías eran vendedores de lanchas deportivas, como los mismos agentes del FBI, les habían hecho creer.
Pasado un tiempo, la directora se ensaña con Matilda encerrándola en El Agujero en revancha porque su padre le vendió un auto en mal estado, argumentando que Matilda es su viva imagen. En una de sus visitas semanales a la clase de Matilda, declara sin rodeos que su idea de una escuela perfecta sería una en la que no hubiera niños, dejando patente su total desprecio a los infantes. Matilda termina siendo consciente de que tiene poderes telequinéticos, un secreto que le confía solo a la señorita Honey, al ser ella la única persona que la entiende y la quiere. Se entera de esta insólita habilidad cuando su mejor amiga, Lavender Brown (Lavanda Brown en Hispanoamérica) pone un tritón en la jarra de agua de la directora para asustarla. Cuando ella acusa a Matilda de haberlo hecho, ésta se pone tan molesta que le vuelca encima el vaso con sus ojos desde su silla. Al darse cuenta de ello, intenta hacerlo adrede de nuevo mostrarle a la señorita Miel a solas que ha sido ella quien lo hizo, pero como aún no domina sus poderes, no lo consiguió. Para tranquilizarla, la señorita Miel invita a merendar a Matilda a su casa, una pequeña casa de campo y explica cómo, después de la muerte de su madre y posteriormente el suicidio de su padre, quedó al cuidado de su tía, la hermanastra de su madre. Esta mujer era una malvada abusadora de niños que hizo de su vida una pesadilla, ya que la torturaba y maltrataba.
Cuando ambas llegan a la casa de la señorita Miel, Matilda se da cuenta de que la casa de la que hablaba su maestra era la casa que tenía en frente, y, por tanto, que la malvada tía de la señorita Honey es la directora, la señorita Tronchatoro. Una vez terminaron de merendar, y en el camino de vuelta al pueblo, pasaron por delante de la casa familiar de los Miel, de la que ahora se había apoderado la señorita Tronchatoro, y amagadas detrás de la maleza, la observaron salir con su equipo de entrenamiento al completo (jabalina, bala y martillo) para ir a los Juegos Olímpicos. Tras eso, y en un descuido de la señorita Miel, Matilda se cuela en la casa y ella se ve obligada a seguirla, entrando así en la casa en la que creció después de años sin poner un pie en ella. Allí pudo recordar su infancia mientras veía el antiguo retrato de Magnus Miel, su padre, la caja de chocolates de éste y su muñeca favorita, Lizzie. En mitad de todo esto, la señorita Tronchatoro regresa enloquecida porque el defectuoso coche que le vendió Harry Wormwood la había dejado tirada unos metros delante de la casa, por lo que regresó para llamarle por teléfono y leerle la cartilla, pero justo antes de colgar detectó que había intrusos en la casa. Tras unos minutos de angustiosa huida por la casa, Matilda y la señorita Miel lograron huir de la casa de la loca con un buen susto, pues estuvieron a punto de ser descubiertas. 
Tras ello, Matilda, que ya dominaba sus poderes, se decidió a darle una última oportunidad a su padre de reformarse y dejar la estafa de los automóviles, saboteando una pesquisa sin orden judicial que realizaban los detectives y posteriormente derrotar a su directora en su propio juego. Cuando estuvo a punto de salir en la noche a la casa de la señorita Tronchatoro, el hermano Michael le pregunta que adonde va y le lanza una zanahoria, quien también le da una lección a él, haciendo gravitar la zanahoria y que cae en su boca, así como venganza porque ya está cansada de sus maltratos. Al llegar a la casa de la señorita Tronchatoro, en vez de entrar (no lo hizo porque le prometió a la señorita Miel no volver a entrar), se subió al tejado contiguo y utilizando su poderes, consiguió recuperar la muñeca Lizzie de su maestra, hizo gravitar dos chocolates de la caja que la señorita Trunchbull mantenía siempre inventariada, y de paso la asustó con sus poderes para que creyera que por la casa rondaba el espíritu de Magnus exigiéndole cuentas. Satisfecha, Matilda bajó del tejado y se regresó a su casa, pero sin notarlo perdió su cinta del pelo, con tan mala suerte que el viento se la trajo desde la rama del árbol en la que se enredó hasta el seguro de la puerta del auto a la señorita Tronchatoro, que en ese momento se disponía a huir despavorida. Esto hizo que, de algún modo, la malvada directora supiese que Matilda estaba detrás de todo lo sucedido.
Así pues, a la mañana siguiente la señorita Tronchatoro llega completamente desquiciada a apoderarse de la clase de la señorita Miel, en busca de la culpable de los hechos acaecidos la noche anterior. Matilda, habiéndose imaginado de antemano que algo así ocurriría, ya trajo trazado un plan: usando sus poderes hizo levitar la tiza para escribir en la pizarra un mensaje amenazador a la señorita Trunchbull fingiendo ser el fantasma del padre de la señorita Miel, "Magnus", diciéndole que acabaría con ella como ella acabó con él si no le devolvía a su hija su dinero y la Casa familiar. Después, haciendo gravitar, girar y mover sillas, mesas, borradores, persianas y el globo terráqueo de la clase, Matilda aturde a la señorita Tronchatoro, pero luego después termina lanzando a un niño por la ventana pero Matilda usa sus poderes para evitar otra tragedia y quien después huye aterrorizada de la escuela, mientras los niños, viendo su oportunidad de hacerla pagar caro sus abusos, le arrojan su comida para la merienda, ya que estaban hartos de las torturas, abusos y maltratos que sufrían por parte de su directora, siendo Bruce Bogtrotter (Bruce Bolaños en Hispanoamérica) uno de los más satisfechos con la venganza, ya que se da el gusto de restregarse en la cara un trozo de pastel de chocolate que su madre le dejó para la merienda, ya que anteriormente la señorita Tronchatoro le había forzado a comerse un pastel de chocolate gigante hecho por la anciana cocinera de la escuela, Cookie, para castigarlo creyendo que él fue quien se robó y comió el suyo, expulsándola de la escuela para siempre. A partir de ese día nunca más se volvió a saber nada de ella, nunca más la oscuridad en la escuela.
A partir de entonces, la señorita Miel regresó a la casa de su padre, la eligieron por votación del consejo escolar como directora de la escuela, después la escuela se le agregó un dormitorio porque los niños se sentían como su hogar y no querían irse y Matilda pasó a una clase más avanzada acorde con sus capacidades intelectuales, que se presupone que la llevarían a la universidad a una edad bastante precoz.
Al final de la historia, los padres de Matilda la obligan a irse con ellos porque están huyendo a Guam, porque el FBI ya tenía las pruebas suficientes para procesar al padre de Matilda por sus estafas de vehículos. Matilda les dice que no quiere irse y que quiere que la señorita Miel la adopte, y para ello obtiene copias de papeles para adopción que logró sacar de la biblioteca. Zinnia lamenta no haber entendido a su hija, y junto a Harry, como un primer gesto noble hacia ella, los firman, dejan que Matilda tenga a su nueva madre y se van en desbandada. Así, Matilda y la señorita Miel obtienen lo que siempre han querido: tener una familia que las quiera. En las últimas escenas se ve cómo ambas juegan en la casa, comen juntas, hacen arreglos juntas en la casa y, por último, Matilda terminan leyendo juntas, antes de dormir, la introducción del libro Moby Dick.

## Reparto
| Personaje          | Actor original      | Doblaje de voz        | Doblaje de voz         |
| ------------------ | ------------------- | --------------------- | ---------------------- |
| Matilda Wormwood   | Mara Wilson         | Graciela Molina       | Cristina Hernández     |
| Jennifer Honey     | Embeth Davidtz      | Alba Sola             | Rocío Garcel           |
| Agatha Trunchbull  | Pam Ferris          | Elsa Fábregas         | Magda Giner            |
| Harry Wormwood     | Danny DeVito        | Ricardo Solans        | Humberto Vélez         |
| Narrador           | Danny DeVito        | Ricardo Solans        | Humberto Vélez         |
| Zinnia Wormwood    | Rhea Perlman        | Gloria Roig           | Sylvia Garcel          |
| Lavanda Brown      | Kiami Davael        | Nuria Trifol          | María Fernanda Morales |
| Michael Wormwood   | Brian Levinson      | Albert Trifol Segarra | Enzo Fortuny           |
| Hortensia          | Kira Spencer Hesser | Ana Pallejá           | Christine Byrd         |
| Amanda Thripp      | Jacqueline Steiger  | Roser Vilches         | Gaby Ugarte            |
| Bruce Bogtrotter   | Jimmy Karz          | David Jenner          | Irwin Dayaán           |
| Agente Bob         | Paul Reubens        | Antonio Lara          | Ricardo Hill           |
| Agente Bill        | Tracey Walter       | Miguel Rey            | Emilio Guerrero        |
| Donoso El Pegajoso | Jon Lovitz          | Alberto Mieza         | Martín Soto            |
| Sra. Phelps        | Jean Speegle Howard | Enriqueta Linares     | Nelly Horsman          |
| Cookie             | Marion Dugan        | ¿?                    | Ángeles Bravo          |

## Banda sonora
- Send me on my way - Rusted Root
- Little Bitty Pretty One - Thurston Harris

- Original score by David Newman:

1. Newborn [0:46]
2. Home from the hospital [1:36]
3. Million Dollar Sticky Show [0:35]
4. Matilda writes her name [1:11]
5. To the library and beyond [3:03]
6. Teardrop [0:39]
7. Hair tonic [1:51]
8. The FBI [0:54]
9. Wormwood Motors [1:19]
10. Let's get sticky [0:45]
11. After the explosion [0:35]
12. Crunchem Hall [3:18]
13. Hammer throw [0:53]
14. Miss Honey [1:03]
15. Multiplication [1:49]
16. Trunchbull's office [1:13]
17. Let him eat cake [3:03]
18. Brucey eats it all [2:18]
19. Trunchbull teaches class [2:37]
20. Drinking the newt [0:47]
21. The newt dance [1:38]
22. Miss Honey's story [2:31]
23. Trunchbull's house [3:44]
24. A narrow escape [5:18]
25. Discovering her powers [1:17]
26. FBI in the garage [0:57]
27. Another crime in the making [0:39]
28. Carrot [0:20]
29. The haunting [5:29]
30. The pitcher [1:17]
31. End of Trunchbull [6:34]
32. Adoption [0:52]

## Diferencias entre el libro y la película
- En el libro la historia de Matilda está ambientada en el Reino Unido, mientras que la película se desarrolla en los Estados Unidos, y de hecho aparecen dos agentes del FBI (que es una institución estadounidense) que obviamente en el libro no están.
- La familia de Matilda está concebida en un modo diferente. En la película, el padre de Matilda, Harry, es un hombrecito bajo y gordo, mientras la madre, Zinnia, es alta y delgada; en el libro es lo contrario. En la película, Michael, el hermano mayor de Matilda, desprecia continuamente a la protagonista, mientras que en el libro no.
- En el libro, la casa Wormwood es de dos plantas, en la película solo tiene una.
- En la película, a consecuencia de la broma del tinte para el cabello el padre se vuelve simplemente rubio, mientras que en el libro, su cabello se vuelve grisáceo sucio.
- En la película el padre de Matilda lleva a sus dos hijos a su taller y les revela sus deshonestos trucos del oficio apenas un rato después de que le hubiera ocurrido lo del tinte del cabello y, dado que él la había reprendido por haberle dicho estafador, le pone pegamento en el sombrero, es decir, todo sucede en el mismo día. En el libro, en cambio, se trata de episodios aislados. Además, en el libro el señor Wormwood considera a Matilda demasiado tonta como para entender su trabajo, y nunca la lleva a su taller, se limita a contarle sus trucos a Michael recibiendo la reprimenda de Matilda por su deshonestidad.
- En la película, el episodio del tinte del cabello se desarrolla en el taller del señor Wormwood, después de que su esposa hubiese ganado un doble bingo y los llevara a un bello restaurante, y es allí donde él no puede sacarse el sombrero; en el libro Harry simplemente va al taller, no puede sacarse el sombrero y la esposa intenta extraérselo en la casa.
- En el libro, un niño de nombre Fred le presta a Matilda un loro y ella lo esconde en el camino, así los padres, sintiéndolo hablar, pensaron que había un fantasma y se asustan. En la película ese episodio no aparece.
- En el libro Matilda castiga a sus padres para que la dejen en paz por un tiempo, cosa que sucede, aunque sea por unos días, mientras que en la película, después de haber sido víctima de dos buenos castigos de parte de la hija en el mismo día, el señor Wormwood no parece haber aprendido la lección; más bien, le quita de las manos el libro que Matilda estaba leyendo y lo reduce a tiras. En la historia original, esto sucede tras las dos bromas hechas por Matilda, y después de haberle roto el libro, Matilda idea la broma del loro en lugar de causar, involuntariamente, la explosión del televisor.
- En el libro, la escuela donde va Matilda es la Escuela Primaria Crunchem; en la película, el nombre ha sido cambiado a Crunchem Hall (juego de palabras basado en la frase Crunch Them All, que significa Aplastémoslos a todos).
- En el libro, Hortensia, una niña de quinto, dice haber estado en el agujero 6 veces, 2 por todo el día y 4 por 2 horas, y cuenta dos de las bromas que le ha hecho, mientras en el film dice haber estado solo 2 veces durante todo el día. En el libro relata la historia a Lavanda y Matilda con una cierta arrogancia, en la película es más afable y cercana con las niñas.
- En la película, Matilda inicia la escuela con algunos meses de retardo a causa del hecho de que los padres se negasen a inscribirla antes (¿Quién firmará cuando traigan los paquetes?); en el libro, comienza al inicio del año escolar junto con los otros niños. Por otro lado, en el libro, la señorita Honey intuye de inmediato el potencial de Matilda y le hace diversas preguntas para conocer la capacidad de su inteligencia; en la película, la señorita Honey lo descubre por casualidad cuando expone en broma una multiplicación muy difícil y Matilda calcula al instante el resultado, y tras preguntarle brevemente cómo ha adquirido esas capacidades (la niña responde que leyendo) y le pregunta qué le gusta leer, quedando convencida al instante.
- En la película, durante la visita a los señores Wormwood, la señorita Honey afirma haber hecho la universidad y por ello haberse graduado; en el libro, en cambio, se revela que la maestra no tuvo esa posibilidad y se diplomó en una escuela preparatoria para maestros.
- En el libro, Lavanda toma el tritón en el estanque que está detrás de su casa, mientras que en la película lo encuentra con Matilda y Bruce en el patio de la escuela.
- En la película Matilda manifiesta sus poderes por primera vez cuando destruye el televisor. En el libro este episodio no está, y Matilda manifiesta sus poderes por primera vez cuando vuelca el vaso con el tritón dentro. En el libro, por otro lado, Matilda llega a tumbarlo una segunda vez tras haberse marchado la directora del aula,  mientras que en la película ese detalle no aparece.
- En el libro, la señorita Trunchbull se queda con el sueldo de la señorita Honey con el pretexto de haberla criado y haberle comprado la ropa, de modo que su sobrina le debe todo el sueldo (menos unas monedas a la semana) por los siguientes 10 años. En consecuencia, la señorita Honey es muy pobre: vive en una casucha sin electricidad ni agua corriente, no tiene muebles (ni siquiera una cama) y se ve obligada a comer en la cafetería de la escuela. En la película, en cambio, y aunque la señorita Honey sigue siendo pobre, se puede permitir vivir en una cabaña pequeña pero acogedora y bien acondicionada, y le paga 50 dólares al mes de alquiler a un adorable granjero. Esto se debe a que el detalle de la retención del salario que aparece en el libro en la película se obvia y la maestra cobra su sueldo, aunque probablemente no sea mucho, dada la austera forma en la que vive.
- En el libro, la señorita Honey describe con mucha precisión los maltratos que sufría de parte de su tía: por ejemplo, cuenta como un día la obligó a lavar y limpiar la casa cuando era aún una niña muy pequeña. En la película, en cambio, esos detalles no son tan precisos, limitándose la señorita Honey a describir a su tía como una mujer mala que la trataba con mucho desprecio y crueldad, y visualmente el espectador solo puede detectar un indicio: el que se ve en la última escena de la narración de la señorita Honey en la que su tía le agarra el brazo cuando tenía 7 años y que luego se ve replicado el día del escarmiento final, cuando intenta cubrir a Matilda durante el interrogatorio a la clase por la cinta de pelo roja.
- La señorita Honey menciona en la película que su madre murió cuando ella tenía dos años, y afirma que su padre muere cuando ella tenía cinco años. En el libro solamente habla de su padre y afirma haber tenido cinco años al momento de su muerte.
- La aventura de la señorita Honey y Matilda en el interior de la casa familiar, cuando se cuelan dentro y casi son descubiertas por la señorita Trunchbull, está presente solo en la película, ya que en la historia original del libro esto nunca ocurrió.
- Los poderes de Matilda, en la película, están más desarrollados y son más escenográficos: la niña puede mover objetos incluso muy pesados, y a veces muchos objetos todos juntos, sin esfuerzo alguno, mientras en el libro solo el hecho de levantar y mover un cigarro requiere de gran fatiga y empeño.
- En el libro, después de que la tiza manejada por Matilda escribiese en el pizarrón el mensaje amenazador a la señorita Trunchbull, ésta se desmaya y es llevada por la enfermera de la escuela y varios maestros al hospital. En la película, en cambio, la señorita Trunchbull vuelve en sí después del ataque de los borradores y de las vueltas en el globo terráqueo, y mientras, tambaleándose, recupera el equilibrio, ataca a Lavender, que se había quedado paralizada por el miedo enfrente de ella, pero Matilda la salva elevándola con sus propios poderes. Después de todo esto, todos los niños de la escuela la despiden a golpes de meriendas, cosa que en el libro no sucede.
- En el libro los padres de Matilda dejan a su hija con la señorita Honey sin mediar adopción ninguna y a donde se mudan es a España (desde el Reino Unido, recordemos). En la película, en cambio, Matilda tiene consigo los documentos de adopción y ellos los firman antes de ir al aeropuerto y se mudan a Guam, por lo que la señorita Honey se vuelve oficial y legalmente su madre.
- En el libro, después de que la señorita Trunchbull desaparece de la historia, la señorita Honey vuelve a la casa de su padre ya que se encuentra su testamento donde se demuestra que ella era la legitima heredera de la casa, mientras que en la película vuelve a la casa sin mediar herencia alguna.
- En el libro, al final de la historia, la señorita Honey no se transforma en la directora, como en la película, sino que se nombra director del instituto al señor Trilby (el cual no aparece en la película), descrito como un hombre excelente, y a la señorita Honey se la nombra subdirectora por debajo del señor Trilby.
- En el libro la señorita Honey especula que Matilda había desarrollado sus poderes telequinéticos porque es demasiado inteligente para primero de primaria y su cerebro necesitaba de una válvula de escape; de hecho, esto se confirma cuando después de transferir a Matilda a una clase superior acorde con su nivel intelectual, los poderes se desvanecen. En la película, a pesar de que a Matilda también se la transfiere a un nivel más avanzado, la pérdida de los poderes nunca ocurre, es decir, los mantiene de manera permanente, si bien los utiliza raramente.
- En el libro la historia finaliza después de que los padres de Matilda se marchan, mientras que en la película se ve brevemente la vida de Matilda y la señorita Honey luego de la partida de los padres de la protagonista. Así pues, en el libro, Zinnia Wormwood se limita a aceptar la propuesta de Matilda de permanecer con la maestra diciendo "así hay uno menos que debemos cuidar", mientras que en la película parece haber entendido la lección, firmando los documentos de adopción y diciéndole a Matilda "eres mi única hija, y jamás pude entenderte en absoluto" como aceptando su parte de culpa y concediéndole a su hija por primera vez en su vida lo que era mejor para ella.
- En el libro, el libro que Harry rompe es El pony rojo de John Steinbeck. En la película, es Moby Dick de Herman Melville.

## Recepción

### Crítica
Matilda recibió alabanzas por medio de la crítica y la audiencia. En el sitio web recopilador de reseñas Rotten Tomatoes, la película tiene una calificación de aprobación del 91% basada en 21 reseñas con una calificación promedio de 7.5 / 10. El consenso crítico del sitio web dice: «La versión de Danny DeVito de Matilda es impar, encantadora, y mientras que la película se aparta de Roald Dahl, captura, sin embargo, el espíritu del libro». En la página IMDb la cinta tiene una puntuación de 6.9/10, basado en 113 168 votos, mientras que en Metacritic tiene una calificación de 72, indicando «críticas generalmente positivas». Las audiciencias encuestadas por Cimemascore, le otorgaron a la cinta una «B+», en una escala de «A+» a «F».
Roger Ebert de Chicago Sun-Times elogió la rareza de la película, dándole 3 de 4 estrellas y escribiendo: «Tronchatoro es el tipo de villana que los niños pueden disfrutar, porque es demasiado ridícula para ser tomada en serio y, sin embargo, es realmente mala y malvada, como la bruja de Blancanieves. Y como la mayoría de los niños han sentido en un momento u otro que sus padres no son lo suficientemente amables con ellos, también pueden disfrutar el retrato de los padres de Matilda». Al escribir para Empire, Caroline Westbrook le dio a la película una calificación de tres estrellas y elogió la inteligente dirección de Danny DeVito.

## Premios y nominaciones
| Año  | Premio                                                    | Categoría                                                                                  | Candidato/a         | Resultado | Ref.   |
| ---- | --------------------------------------------------------- | ------------------------------------------------------------------------------------------ | ------------------- | --------- | ------ |
| 1996 | Cinekid Lion Audience Award                               | Mejor director                                                                             | Danny DeVito        | Ganador   |        |
| 1996 | YoungStar Award                                           | Mejor actuación en un largometraje - Joven actriz principal                                | Mara Wilson         | Nominada  |        |
| 1996 | YoungStar Award                                           | Mejor actuación en un largometraje: Actriz de reparto                                      | Kira Spencer Hesser | Nominada  |        |
| 1997 | YoungStar Award                                           | Mejor actuación de una joven actriz en una película de comedia                             | Mara Wilson         | Ganadora  | [ 17 ] |
| 1997 | Oulu International Children's Film Festival Starboy Award | Mejor director                                                                             | Danny DeVito        | Ganador   | [ 18 ] |
| 1997 | Satellite Awards                                          | Mejor interpretación de un actor en un papel secundario en una película: comedia o musical | Danny DeVito        | Nominado  | [ 19 ] |

## Controversias
La CCTV de China acusó a la película de ser subversiva y de que en la película, la señorita Trunchbull hace barbaridades, dando los roles de buenos maestros y malos maestros.